# Mladen Manev
Mladen Manev –en búlgaro, Младен Манев– (Teteven, 6 de febrero de 1989) es un deportista búlgaro que compitió en boxeo. Ganó una medalla de bronce en el Campeonato Europeo de Boxeo Aficionado de 2010, en el peso medio.

## Palmarés internacional
| Campeonato Europeo | Campeonato Europeo | Campeonato Europeo | Campeonato Europeo |
| Año                | Lugar              | Medalla            | Categoría          |
| ------------------ | ------------------ | ------------------ | ------------------ |
| 2010               | Moscú (Rusia)      | Medalla de bronce  | 75 kg              |